# 零票確認
| 零票確認のために蓋の外された投票箱と中身。2024年静岡県知事選挙の際に撮影許可を得て撮影。 |  | 零票確認のために蓋の外された投票箱と中身。2024年静岡県知事選挙の際に撮影許可を得て撮影。 |
| 零票確認のために蓋の外された投票箱と中身。2024年静岡県知事選挙の際に撮影許可を得て撮影。 |  |                                                                                          |

零票確認（れいひょうかくにん）またはゼロ票確認（ゼロひょうかくにん）とは、投票開始前の投票箱に何も入っていないことを確認することである。空虚確認（くうきょかくにん）とも言う。法律的には投票箱に何も入っていないことの確認と言う。

## 概要
各投票所の責任者である投票管理者が、その投票箱に投票する選挙人（投票者）に施錠されていない投票箱の中を見せて、何も入っていないことを確かめてもらう。これは、何者かによって投票箱の中に予め特定候補の票が入れられていないことを確認するためである。零票確認を済ませた後、投票箱は異なる鍵を使う複数の錠で直ちに施錠され、そのあとで初めて実際の投票が行われる。零票確認は公正な選挙のための重要な手続きのひとつである。
根拠条文は公職選挙法施行令第34条。なお、零票確認は第1回衆議院選挙から行われており、当時の根拠条文は、明治三十三年法律第七十三号衆議院議員選挙法施行令第13条である。
なお、公職選挙法施行令には、投票箱の中に何も入っていないことを示さなければならないこと以外に具体的な手続きが規定されていないため、それ以外の取り扱いは自治体によって異なる。
確認に立ち会った選挙人が零票確認の証明となる書類（「投票箱に何も入っていないことの確認書」や「投票箱空虚確認書」などと呼ばれる）に署名する場合もあれば、投票管理者側が確認に立ち会った選挙人名等を確認書に記載する場合もある。
また、確認書ではなく投票録という書類に立ち会った選挙人名等を記入する自治体や、単に確認した時間だけを記入する自治体もある。
また、千葉市などでは、零票確認をした選挙人に「感謝状」を渡している。
電子投票においては投票箱の代わりに投票端末（コンピュータ端末）が用いられるが、その場合の零票確認は全ての投票機においての投票総数が0票となっているかを確認した後に同様に署名を行う。
零票確認は投票前に行うため、これに立ち会える選挙人は、その投票所で一番初めに投票する人（人数に規定はなく、2番目以降の人でも投票箱の中を見ることができる場合がある（後述）。ただし、第1グループの複数人が確認した場合、確認書などでの扱いは不明である。）である。そのため、これを体験したいなら投票所に一番乗りをする必要がある。期日前投票の場合は初日に一番乗りする必要がある。
最初の1人だけが確認をする投票所では、投票所の開門時に一番前に並んでいた選挙人に確認させる所と、実際に投票箱に最初に投票しようとする選挙人に確認させる所がある。
前者の場合は、2番目以降に並んでいた選挙人が、先頭の選挙人よりも先に投票用紙に候補者名等を書き終えて投票箱に到達しても、先頭の選挙人が零票確認するまで待たされる。
逆に後者の場合は、一番前に並んでいた選挙人の名簿確認が手間取って、別の列の名簿確認完了が先になったり、一番前に並んでいた選挙人が投票用紙をゆっくりと記入したりすると、開門前に2番目以降に並んでいた選挙人に先に投票箱に到達されて、零票確認の役割をその選挙人に譲ることになる。
選挙区と比例代表や、市長選と市議選など、複数の投票箱がある場合、最初の投票箱を確認した選挙人が2番目以降の投票箱も確認することになっている。そのため、2番目の投票箱に別の選挙人が先に投票しようとしても、最初の投票箱を零票確認した選挙人が、次の箱を零票確認するまで待たされることになる。
なお、最初の1人だけが確認をする投票所の場合でも、2番目以降の選挙人が投票箱の中を見るのを禁止されているわけではないので、零票確認をしているところを後方から見て、開いた投票箱を見ることは可能である。特に前面開きのタイプの投票箱は後方からでも容易に空の内部が確認できる。また、大抵の投票所では、本来の零票確認をする役目の最初の一人以外でも、その人と同時に投票箱まで到達している選挙人には内部を見せてくれる。
神戸新聞によれば、2009年以降衆議院議員総選挙や参議院議員通常選挙、統一地方選挙などの投票日早朝に、零票確認をした報告を「#零票確認ガチ勢」などのハッシュタグをつけてSNS上で投稿する者が一定数見受けられ、それによって零票確認の存在を知る者も増えているという。また、投票箱が満杯になって追加された投票箱でも同様の手順を行う。
| 公職選挙法施行令（抄） （投票箱に何も入つていないことの確認） 第三十四条 投票管理者は、選挙人が投票をする前に、投票所内にいる選挙人の面前で投票箱を開き、その中に何も入つていないことを示さなければならない。 |